# ديك بلاك
ديك بلاك (بالإنجليزية: Dick Black)‏ هو سياسي أمريكي، ولد في 15 مايو 1944 في بالتيمور في الولايات المتحدة. حزبياً، نشط في الحزب الجمهوري. وقد انتخب عضو مجلس ولاية فرجينيا.